# 신성여자중학교
신성여자중학교(晨星女子中學校)는 대한민국 제주특별자치도 제주시 영평동에 있는 사립 중학교이다.

## 학교 연혁
- 1909년 10월 18일 : 신성여학교(초등교육과정) 설립, 설립자 구 라르크(마르첼리노) 구마실 신부
- 1916년 7월 25일 : 일제 탄압으로 무기 휴교
- 1946년 9월 3일 : 신성여자중학원 개원(6학급)
- 1946년 9월 3일 : 초대 이사장 광주교구장 안 부레난(파트리치오) 신부 취임
- 1946년 9월 3일 : 초대 교장 최정숙(배아트릭스) 선생 취임
- 1959년 4월 24일 : 학칙 변경 9학급 인가
- 1965년 11월 5일 : 학교법인 신성학원 설립인가 이사장 현 헨리(하롤드) 대주교
- 1969년 9월 25일 : 중·고등학교 분리
- 1970년 11월 28일 : 교사 신축 이전(제주시 도남동 902번지)
- 1983년 3월 1일 : 학칙 변경 18학급 인가(3학급 감축)
- 2002년 3월 1일 : 교사 신축 이전 제주시 영평동 2378번지
- 2003년 10월 7일 : 제6대 이사장 강우일(베드로) 주교 취임
- 2013년 3월 1일 : 교육과학기술부요청 제주특별자치도교육청지정 스마트교육정책 연구학교 운영
- 2023년 3월 1일 : 제17대 교장 송건중(베드로) 선생 취임

## 참고 자료
- 신성여자중학교 - 한국교육학술정보원 학교알리미